# Liste der Biografien/Mch
Liste der Biografien |
Portal Biografien |
Personensuche
# |
A |
B |
C |
D |
E |
F |
G |
H |
I |
J |
K |
L |
M |
N |
O |
P |
Q |
R |
S |
T |
U |
V |
W |
X |
Y |
Z |
?
 
Ma |
Mb |
Mc |
Md |
Me |
Mf |
Mg |
Mh |
Mi |
Mj |
Mk |
Ml |
Mm |
Mn |
Mo |
Mp |
Mq |
Mr |
Ms |
Mt |
Mu |
Mv |
Mw |
Mx |
My |
Mz
 
Mca |
Mcb |
Mcc |
Mcd |
Mce |
Mcf |
Mcg |
Mch |
Mci |
Mcj |
Mck |
Mcl |
Mcm |
Mcn |
Mco |
Mcp |
Mcq |
Mcr |
Mcs |
Mct |
Mcu |
Mcv |
Mcw
Die Liste der Biografien führt alle Personen auf, die in der deutschsprachigen Wikipedia einen Artikel haben. Dieses ist eine Teilliste mit 58 Einträgen von Personen, deren Namen mit den Buchstaben „Mch“ beginnt.

## Mch

### Mcha
- McHale, Christina (* 1992), US-amerikanische Tennisspielerin
- McHale, Evelyn (1923–1947), US-amerikanische Suizidentin
- McHale, Joel (* 1971), US-amerikanischer Schauspieler und Comedian
- McHale, Kevin (* 1957), US-amerikanischer Basketballspieler
- McHale, Kevin (* 1988), US-amerikanischer Schauspieler und Sänger
- McHale, Patrick (* 1983), amerikanischer Storyboard-Künstler, Autor, Animator, Songwriter und unabhängiger Filmemacher
- McHale, Paul (* 1950), US-amerikanischer Politiker
- Mchamungu, Henry (* 1965), tansanischer römisch-katholischer Geistlicher, Weihbischof in Daressalam
- McHaney, James M. (1918–1995), amerikanischer Rechtsanwalt, Ankläger in Nürnberger Nachfolgeprozessen
- M’Changama, Mohamed (* 1987), französisch-komorischer Fußballspieler
- M’Changama, Youssouf (* 1990), französisch-komorischer Fußballspieler
- Mchantaf, Nadja, deutsche Opern- und Konzertsängerin (Sopran)
- McHard, James L., US-amerikanischer Komponist und Musikwissenschaftler
- McHardie, Isaac (* 1997), neuseeländischer Regattasegler
- McHardy, Alice (* 1977), deutsch-britische Bioinformatikerin und Professorin der Bioinformatik
- McHargue, Rosy (1902–1999), US-amerikanischer Jazzklarinettist und Saxophonist
- McHattie, Kevin (* 1993), schottischer Fußballspieler
- McHattie, Stephen (* 1947), kanadischer SchauspielerStephen McHattie (* 1947)

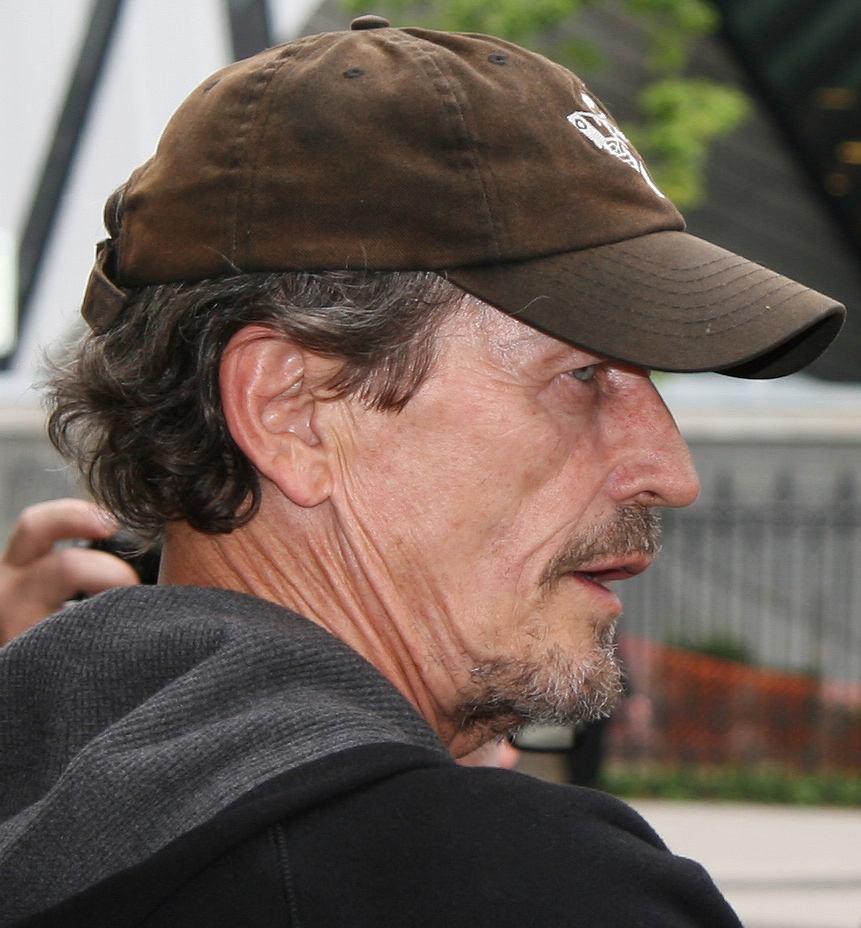
Stephen McHattie (* 1947)

- McHatton, Robert L. (1788–1835), US-amerikanischer Politiker

### Mche
- Mcheidse, Ana (1951–1998), georgische Schriftstellerin
- Mcheidse, Tamar (1915–2007), georgische Arachnologin
- McHenry, Bill (* 1972), US-amerikanischer Jazz-Tenorsaxophonist
- McHenry, Donald (* 1936), US-amerikanischer Diplomat, Hochschullehrer und Wirtschaftsmanager
- McHenry, Henry D. (1826–1890), US-amerikanischer Politiker
- McHenry, James (1753–1816), amerikanischer Politiker und Unterzeichner der amerikanischen Verfassung
- McHenry, John Geiser (1868–1912), US-amerikanischer Politiker
- McHenry, John H. (1797–1871), US-amerikanischer Politiker
- McHenry, Patrick (* 1975), US-amerikanischer Politiker
- McHenry, Robert (* 1945), US-amerikanischer Autor

### Mchi
- Mchitar Anezi, armenischer Historiker
- Mchitarjan, Hamlet (1962–1996), armenischer Fußballspieler
- Mchitarjan, Henrich (* 1989), armenischer FußballspielerHenrich Mchitarjan (* 1989)

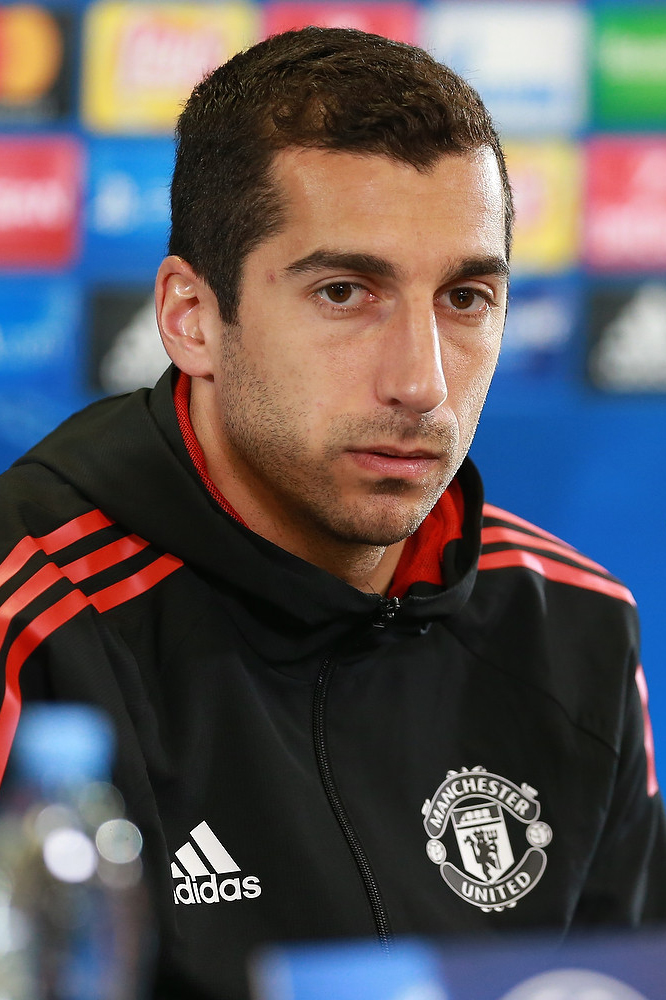
Henrich Mchitarjan (* 1989)

- Mchitarjan, Irina (* 1971), deutsche Erziehungswissenschaftlerin

### Mcho
- Mchonde, Elias (1912–1969), tansanischer Geistlicher, römisch-katholischer Bischof von Mahenge
- McHose, Allen Irvine (1902–1986), US-amerikanischer Musikwissenschaftler, -pädagoge und Organist

### Mchu
- McHugh, Aidan (* 2000), britischer Tennisspieler
- McHugh, Caitlin (* 1986), US-amerikanische Schauspielerin
- McHugh, Carl (* 1993), irischer Fußballspieler
- McHugh, Christopher (* 1989), australischer Beachvolleyballspieler
- McHugh, David (* 1941), US-amerikanischer Komponist
- McHugh, Francis Paul (1924–2003), kanadischer Ordensgeistlicher, Prälat von Itacoatiara
- McHugh, Frank (1898–1981), US-amerikanischer Film- und Theaterschauspieler
- McHugh, James Thomas (1932–2000), römisch-katholischer Bischof
- McHugh, Jason (* 1968), amerikanischer Schauspieler, Produzent, Regisseur und Drehbuchautor
- McHugh, Jimmy (1894–1969), US-amerikanischer Komponist
- McHugh, Joe (* 1971), irischer Politiker (Fine Gael)
- McHugh, John M. (* 1948), US-amerikanischer Politiker (Republikaner)
- McHugh, Lia (* 2005), US-amerikanische SchauspielerinLia McHugh (* 2005)
- McHugh, Lisa (* 1988), irische Sängerin

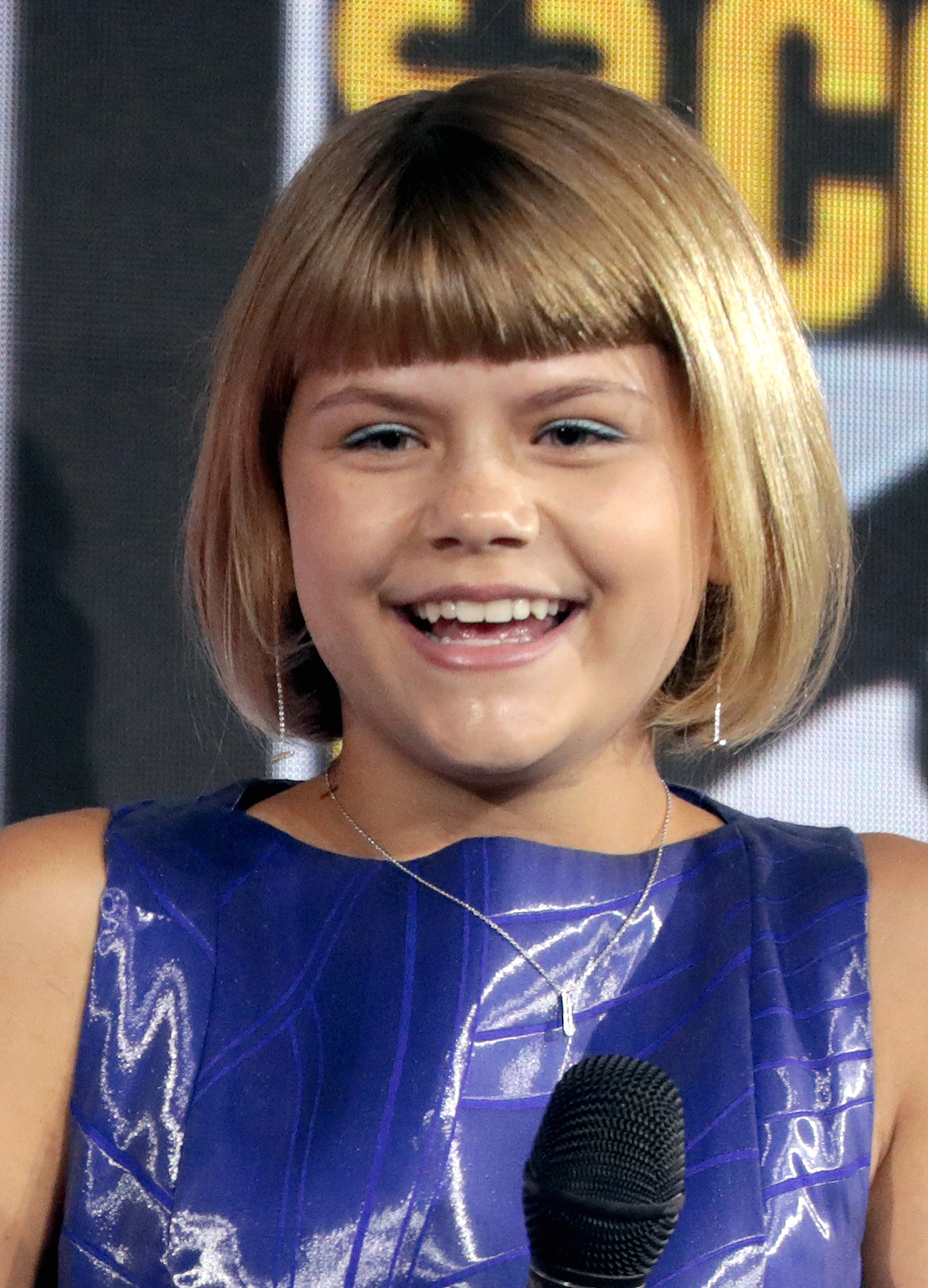
Lia McHugh (* 2005)

- McHugh, Matt (1894–1971), US-amerikanischer Filmschauspieler und Schauspieler
- McHugh, Matthew F. (* 1938), US-amerikanischer Politiker
- McHugh, Maureen F. (* 1959), US-amerikanische Science-Fiction-Autorin
- McHugh, Mike (* 1965), US-amerikanischer Eishockeyspieler
- McHugh, Paddy (* 1953), irischer Politiker
- McHugh, Paul (* 1967), britischer Radsportler
- McHugh, Robert (* 1991), schottischer Fußballspieler
- McHugh, Terry (* 1963), irischer Speerwerfer
- Mchunu, Ntuthuko (* 1999), südafrikanischer Rugby-Union-Spieler